# Ganmoechoeri Centraalstadion
Het Ganmoechoeri Centraalstadion is een voetbalstadion bij het Georgische dorp Ganmoechoeri, gelegen aan de Zwarte Zee. In het stadion speelt FK Dinamo Zoegdidi uit de stad Zoegdidi haar thuiswedstrijden.